# Pista de aterrizaje de Pagán

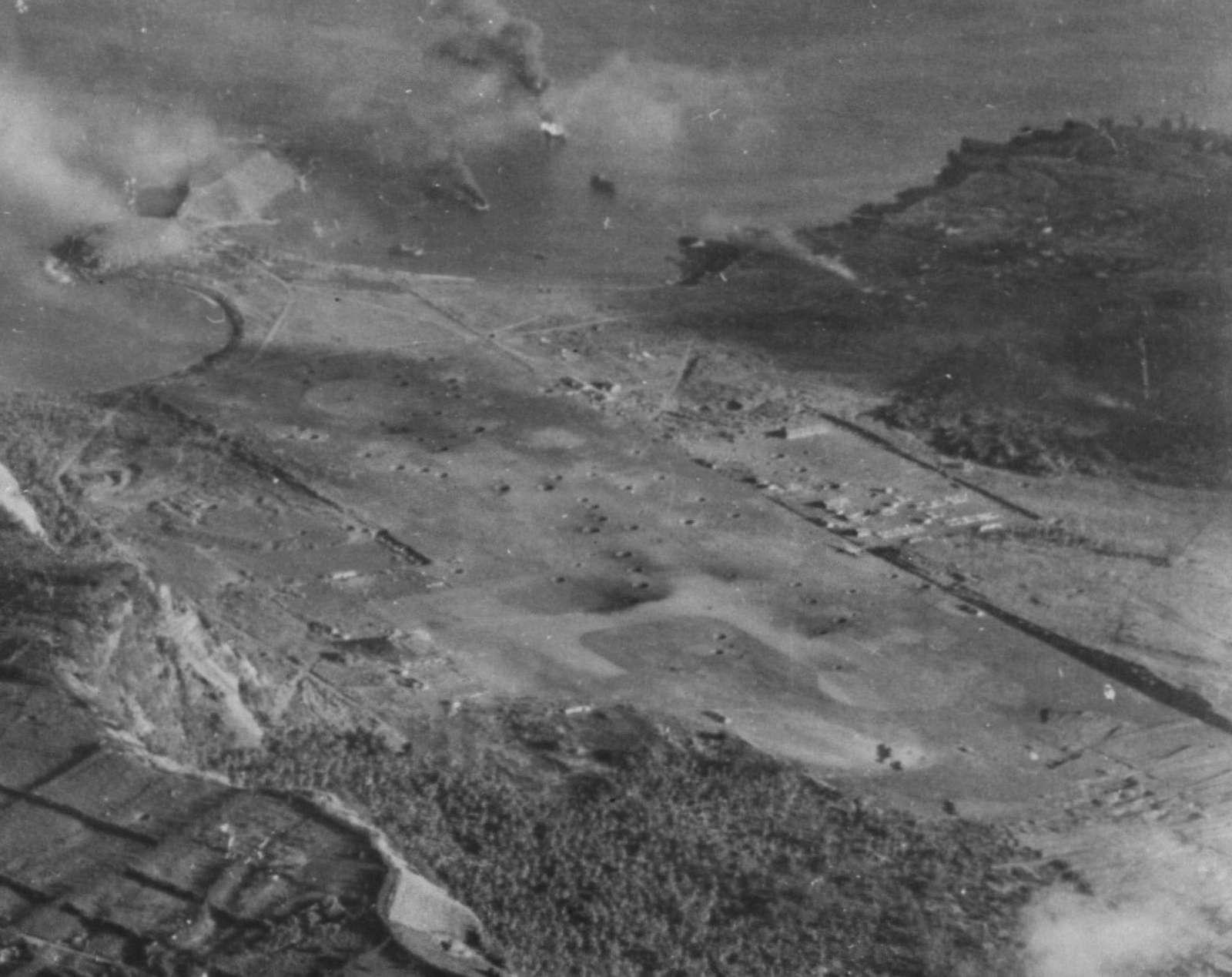
Imagen satelital de la pista de aterrizaje.

La  Pista de aterrizaje de Pagán o Aeródromo de Pagán (en inglés: Pagan Airstrip) (IATA: ninguno – ICAO: ninguno – FAA LID: TT0) es un aeropuerto público ubicado en la isla de Pagan  en las Islas Marianas del Norte, un territorio dependiente de Estados Unidos organizado como Mancomunidad (Commonwealth), y que se ubica cerca del pueblo de Shomu-Shon. El aeropuerto es propiedad de la Autoridad de los Puertos de la Commonwealth. 
La pista de aterrizaje de Pagan tiene una pista designada (11/29) que mide 1.500 x 120 pies. (457 x 37 m), con una superficie de césped y grava.  De acuerdo con los datos más recientes de la FAA, para el período de 12 meses que finalizó el 26 de septiembre de 1980 el aeropuerto tenía operaciones  de 240 aviones: 79% de taxi aéreo y el 21% de la aviación en general.